# Elisabeth Kmölniger
Elisabeth Kmölniger (Kürzel: Kmö) (* 26. Oktober 1947 in Radenthein, Kärnten; † 24. Januar 2018 in Wien) war eine  österreichische Comicautorin und -Zeichnerin sowie Photographin und Buchillustratorin.

## Leben und Karriere
Kmölniger studierte von 1968 bis 1973 Malerei an der Akademie der Bildenden Künste Wien. 1978 veröffentlichte sie die ersten Cartoons in Ausstellungen, dann war sie als freischaffende Zeichnerin und Photographin tätig. Ab 1978 zeichnete sie für die internationale Zeitschrift FORVM (Wien) mehrere Jahre hindurch die Titelblätter aller Ausgaben, dazu in jedem Heft bis zur Einstellung (Ende 1995) einen ganzseitigen Cartoon als Frontispiz. Mit zahlreichen teilseitigen Cartoons sowie Illustrationen zu Beiträgen anderer Autoren gab sie dem FORVM trotz dreier einander abwechselnder Blattmacher – Michael Siegert, Gerhard Oberschlick (zweimal) und Michael Seeber – sowie über einen Eigentümer- und Herausgeberwechsel hinweg bis zur Einstellung Ende 1995 eine optisch unverwechselbare Kontinuität. In Berlin (West), wo Kmölniger seit 1980 lebte, arbeitete sie auch für Medien wie „Joseph & Suleika“ oder die taz und widmete sich der Illustration von Büchern.
Kmölniger beging im Januar 2018 im Alter von 70 Jahren auf dem Wiener Zentralfriedhof Suizid. Sie wurde am Wiener Zentralfriedhof bestattet.

## Werke
- Für den Ernstfall, Elefanten Press, Berlin, 1982
- Alles wird gut, Comix + Cartoon Reihe, Berlin, 1984
- Schnell im Biss, Rixdorfer Verlagsanstalt, Berlin, 1984, zusammen mit anderen Künstlern (Katalog zur Ausstellung in Berlin)
- Zeichnungen, Zweitausendeins, Frankfurt, 1987
- Das brausende Leben, Eichborn Verlag, Frankfurt, 1988. ISBN 3-8218-2106-X.
- Schräge Schwestern – Comics aus der Tiefe des deutschsprachigen Raumes, Elefanten Press, Berlin, 1993, zusammen mit anderen Künstlerinnen